# Uncivilization
Uncivilization — шестой студийный альбом американской хардкор-группы Biohazard, выпущенный 11 сентября 2001 года на лейбле Sanctuary Records. Это единственный альбом с гитаристом Лео Керли, который позже уйдёт в сольное творчество.
| Оценки критиков | Оценки критиков |
| Источник        | Оценка          |
| --------------- | --------------- |
| Allmusic        | [ 1 ]           |

## Список композиций
| №                   | Название                                                                  | Автор(ы)                                    | Длительность |
| ------------------- | ------------------------------------------------------------------------- | ------------------------------------------- | ------------ |
| 1.                  | «Sellout»                                                                 | Дэнни Шулер                                 | 3:31         |
| 2.                  | «Uncivilization»                                                          | Билли Грациадей                             | 4:08         |
| 3.                  | «Wide Awake»                                                              | Дэнни Шулер                                 | 3:46         |
| 4.                  | «Get Away»                                                                | Дэнни Шулер                                 | 3:46         |
| 5.                  | «Unified» (при участии Роджера Мирета, Дэнни Диабло и Пуэрто Рикан Майка) | Эван Сайнфелд                               | 2:55         |
| 6.                  | «Gone» (при участии Игора Кавалера)                                       | Билли Грациадей                             | 4:16         |
| 7.                  | «Letter Go»                                                               | Билли Грациадей                             | 1:22         |
| 8.                  | «Last Man Standing» (при участии Sen Dog)                                 | Билли Грациадей, Эван Сайнфелд, Дэнни Шулер | 3:17         |
| 9.                  | «HFFK» (при участии Фила Ансельмо)                                        | Билли Грациадей, Эван Сайнфелд, Дэнни Шулер | 2:46         |
| 10.                 | «Domination» (при участии Кори Тейлора и Джейми Джасты)                   | Билли Грациадей, Дэнни Шулер                | 4:24         |
| 11.                 | «Trap» (при участии Андреаса Киссера и Деррика Грина)                     | Билли Грациадей                             | 3:56         |
| 12.                 | «Plastic»                                                                 | Эван Сайнфелд                               | 5:29         |
| 13.                 | «Cross the Line» (при участии Питера Стила)                               | Эван Сайнфелд                               | 4:11         |
| Общая длительность: | Общая длительность:                                                       | Общая длительность:                         | 58:03        |

| №   | Название                                | Длительность |
| --- | --------------------------------------- | ------------ |
| 14. | «A.T.F.»                                | 4:01         |
| 15. | «Life of My Own» (кавер на Cro-Mags)    | 2:52         |
| 16. | «Sex and Violence» (Кавер на Carnivore) | 3:23         |

## Участники записи

### Biohazard
- Билли Грациадей – вокал, гитара, инжиниринг, продюсерство
- Эван Сайнфелд – вокал, бас-гитара, продюсерство
- Лео Керли — гитара
- Дэнни Шулер – барабаны, инжиниринг, продюсерство

## Хит-парады
| Чарт                  | Высшая позиция |
| --------------------- | -------------- |
| Austrian Album Charts | 54             |
| German Album Charts   | 53             |